# SN 2010fs
SN 2010fs – supernowa typu Ia odkryta 15 czerwca 2010 roku w galaktyce A141403+5321. W momencie odkrycia miała maksymalną jasność 22,30m.